# JJ
Johannes Pietsch (Viena, 29 d'abril de 2001), també conegut pel seu nom artístic JJ, és un cantautor austríac. És conegut sobretot per haver guanyat el Festival de la Cançó d'Eurovisió 2025 per Àustria, amb la cançó "Wasted Love", escrita per ell mateix juntament amb Teya i Thomas Thurner.

## Primers anys de vida
Pietsch va néixer a Viena, fill d'un informàtic austríac i d'una cuinera filipina, i va créixer a Dubai, als Emirats Àrabs Units, on va conèixer el pop a través de festes de karaoke amb la seva família i l'òpera a través del seu pare. Tots dos han influït en el seu estil actual d'òpera pop. El 2016, la família va tornar a Àustria.

## Carrera musical
El 2020, Pietsch va participar en la novena temporada de The Voice UK després de no haver complert la data límit per a The Voice of Germany. Va avançar a les fases eliminatòries amb l'ajuda del seu entrenador will.i.am. L'any següent, va participar en la cinquena temporada de Starmania, on va arribar a la primera final. També assisteix a la Universitat de Música i Arts de la Ciutat de Viena després de visitar l'escola d'òpera de l'Òpera Estatal de Viena.
El 30 de gener de 2025, l'ORF va anunciar que la cançó "Wasted Love", interpretada per Pietsch, sota el nom artístic de JJ, seria l'entrada austríaca al Festival de la Cançó d'Eurovisió 2025 durant el programa de ràdio Ö3-Wecker, emès per Ö3. "Wasted Love" va ser coescrita per JJ, la representant austríaca 2023 Teodora Špirić i Thomas Thurner, i es va publicar el 6 de març de 2025. Va guanyar la gran final el 17 de maig, després de rebre un total de 436 punts, guanyar la votació del jurat amb 258 punts i rebre 178 punts al televot.

## Estil musical
L'estil musical de Pietsch combina elements d'òpera i pop. Com a contratenor de tipus soprano amb un registre que arriba a grans altures de soprano, explora tots dos gèneres a través d'un enfocament vocal i interpretatiu intens i expressiu.

## Vida personal
A més de l'alemany, la seva llengua materna, Pietsch parla anglès, francès i tagal. En una entrevista amb el portal web queer.de, Pietsch va dir que era queer. Després de la seva victòria a Eurovisió, Pietsch va revelar que té xicot.

## Discografia

### Singles
| Títol         | Any  | Posicions màximes a la llista | Àlbum o EP          |
| Títol         | Any  | AUT                           | Àlbum o EP          |
| ------------- | ---- | ----------------------------- | ------------------- |
| "Wasted Love" | 2025 | 24                            | Senzill independent |